# やまのべコミュニティバス
やまのべコミュニティバスは、山形県東村山郡山辺町にて運行しているコミュニティバスである。

## 沿革
- 1999年10月1日 - 運行開始。
- 2003年10月1日 - ら・ふらんすコース、ももコース、棚田・湧水コースの3路線を追加。既存路線の運行見直し。

## 概要
- 運賃は100円均一で、未就学児は無料。料金先払い方式である。
- 11月第4週 - 4月第2週までの日曜日・祝日、1月1日 - 3日、8月13日 - 16日は運休。
- 運行形態は、自家用自動車（白ナンバー車）による有償運送である。

## 路線
以下の路線がある（2008年4月1日改正時点）。
さわやかりんどうコース
- 温泉保養センター - 近江北 - 山辺町役場 - 南公園前 - 山辺駅 - 田小路 - 根際児童遊園 - 上宿 - 西之表 - 北垣 - 中支所 - ふれあい自然館
  - 月曜 - 土曜まで運行。

大黒天コース
- 温泉保養センター - 近江北 - 山辺町役場 - 南公園前 - 山辺駅 - 東高楯 - 北垣 - 中支所 - ふれあい自然館
  - 月曜・水曜・金曜のみ運行。

棚田・湧水コース
- 温泉保養センター - 近江北 - 山辺町役場 - 南公園前 - 山辺駅 - 東高楯 - 北垣 - 玉虫湖畔荘 - 中支所 - ふれあい自然館 - 畑谷農村婦人の家
  - 日曜のみ運行。

さくらんぼコース
- 温泉保養センター - 近江北 - 山辺町役場 - 南公園前 - 山辺駅 - 東高楯 - 天神公民館前 - 熊沢公民館前 - 西之表 - 東高楯 - （以降保養センターまで往路と逆順）
  - 火曜・木曜・土曜のみ運行。

りんごコース
- 温泉保養センター - 近江北 - 山辺町役場 - 南公園前 - 山辺駅 - 田小路 - 根際児童遊園 - 要害公民館 - 温泉保養センター - 近江北 - 山辺町役場 - 南公園前 - 山辺駅
  - 火曜・水曜・木曜・土曜のみ運行。

ら・ふらんすコース
- 温泉保養センター - 三河尻 - 山辺町役場 - 上宿 - 北部公民館 - 中央公民館 - 山辺駅 - 新町一丁目 - 南公園前 - 山辺町役場 - 三河尻 - 温泉保養センター
  - 火曜・木曜・土曜のみ運行。

ももコース
- 温泉保養センター - 大塚公民館 - 山辺町役場 - 清水児童遊園 - 新町一丁目 - 山辺駅 - 東部公民館 - 大門町五丁目 - 山辺駅 - （以降保養センターまで往路と逆順）
  - 火曜・木曜・土曜のみ運行。

コミュニティバスの車両
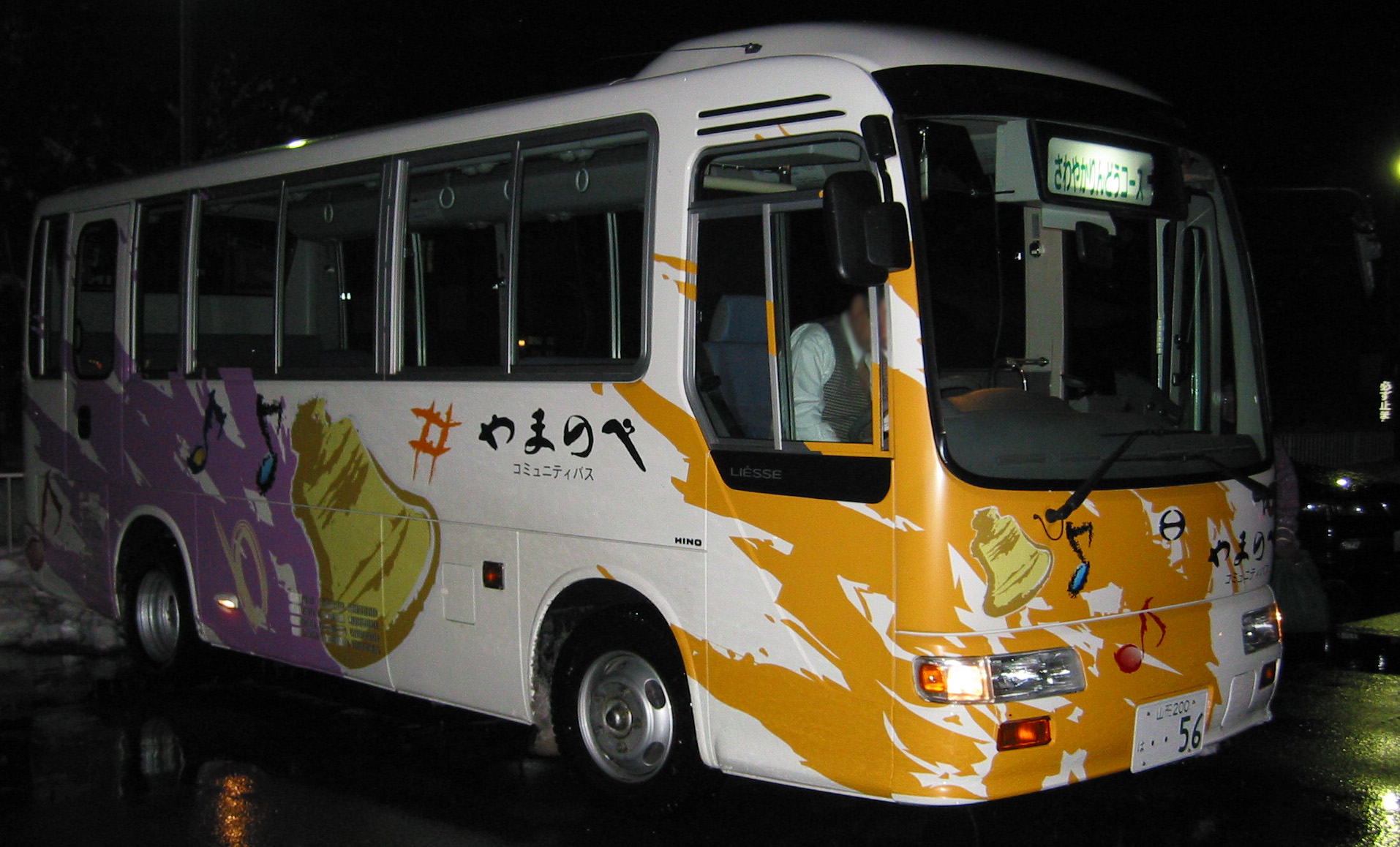
2004年当時の車両
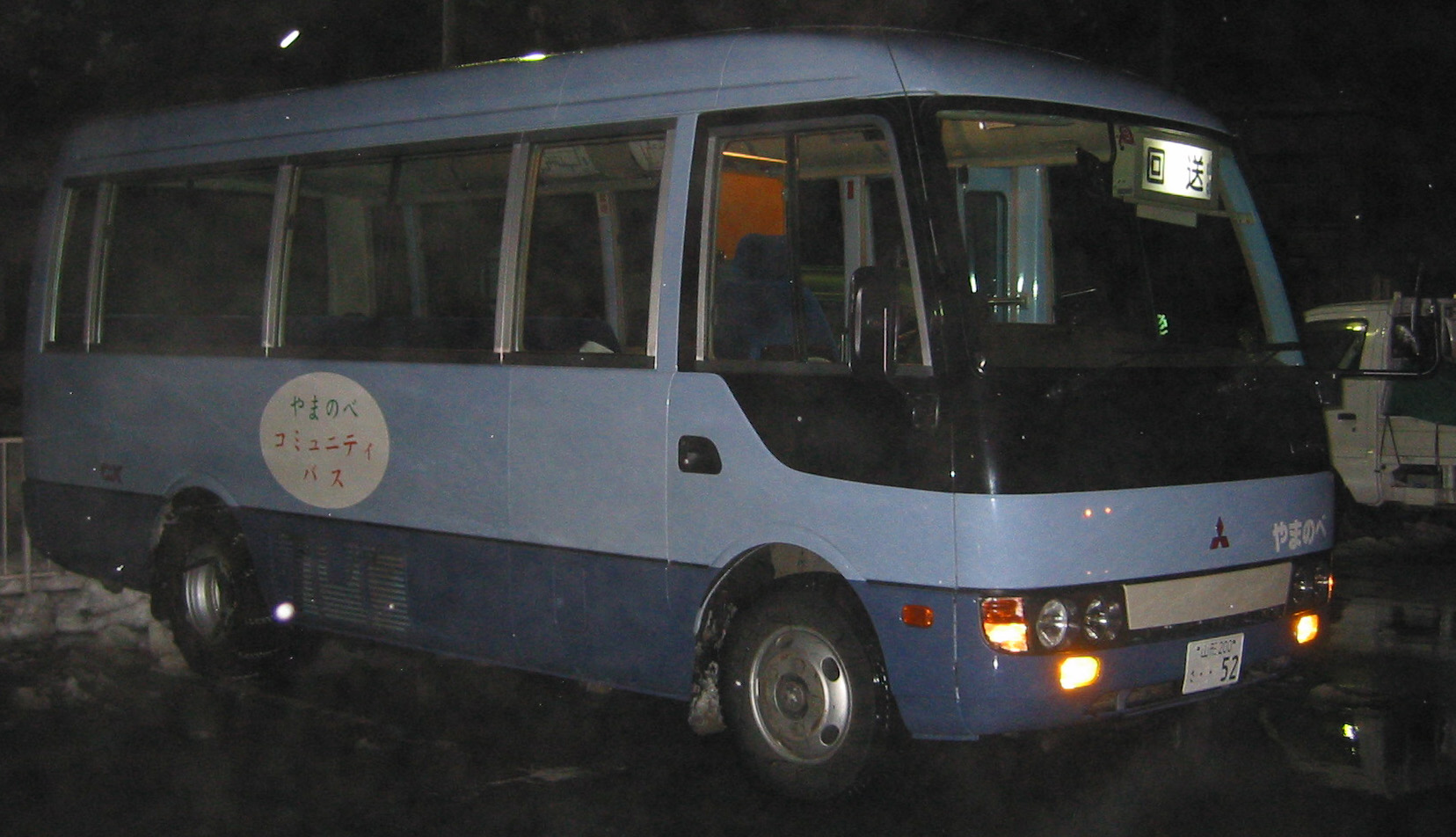
2004年当時の車両